# Портланд (Тенеси)
Портланд (енгл. Portland) град је у америчкој савезној држави Тенеси.

## Демографија
По попису из 2010. године број становника је 11.480, што је 3.022 (35,7%) становника више него 2000. године.
| Група             | 2000.         | 2010.          |
| Белци             | 7.929 (93,7%) | 10.387 (90,5%) |
| Афроамериканци    | 228 (2,7%)    | 401 (3,5%)     |
| Азијати           | 16 (0,2%)     | 62 (0,5%)      |
| Хиспаноамериканци | 194 (2,3%)    | 452 (3,9%)     |
| Укупно            | 8.458         | 11.480         |